# Cucut esparverenc gros
El cucut esparverenc gros (Hierococcyx sparverioides) és una espècie d'ocell de la família dels cucúlids (Cuculidae) que habita boscos de les muntanyes del nord del Pakistan, nord i est de l'Índia, sud-est del Tibet, sud i sud-est de la Xina, Taiwan i a través del Sud-est Asiàtic fins a Sumatra, Borneo, illes Petites de la Sonda i Filipines.